# Dona Jean-Claude Houssou
Dona Jean-Claude Houssou est un homme politique au Bénin, ministre de l'énergie.

## Biographie

### Enfance, éducation et débuts
Ingénieur de formation, il est diplômé de Sup Galilée (France).

### Carrière
Le 7 avril 2016, il est nommé membre du gouvernement de Patrice Talon.

### Vie privée
Il est marié et père de 4 enfants, dont 2 garçons et 2 filles